# Miconia stevensiana
Miconia stevensiana är en tvåhjärtbladig växtart som beskrevs av Frank Almeda. Miconia stevensiana ingår i släktet Miconia och familjen Melastomataceae.
Artens utbredningsområde är Nicaragua. Inga underarter finns listade i Catalogue of Life.